# Son et lumière
Pour l’article homonyme, voir  Son et Lumière (Steven Stucky).

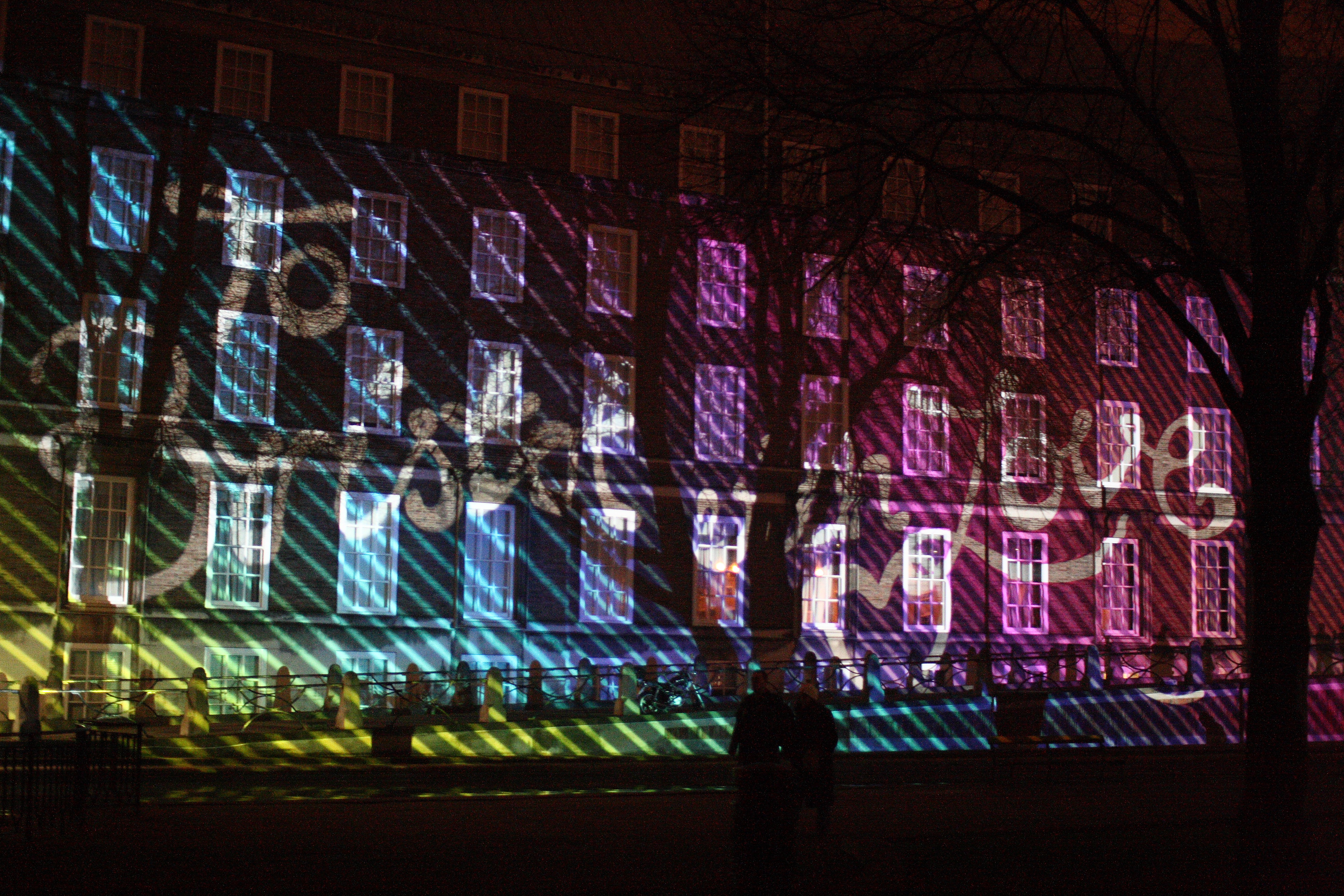
Son-et-lumière de Bristol en 2007.

Un spectacle son et lumière, abrégé souvent en son et lumière, est un spectacle présenté de nuit, principalement dans des lieux historiques, au cours duquel des effets spéciaux lumineux sont projetés, synchronisés avec une bande sonore enregistrée (musique et/ou récit).

## Origine
On peut trouver une origine de ce genre de spectacle beaucoup plus tôt, comme dans les fêtes données par certains souverains en diverses occasions : par exemple les festivités pour lesquelles fut composée la Musique pour les feux d'artifice royaux de Haendel, en l'honneur du traité d'Aix-la-Chapelle ou les fêtes versaillaises sous Louis XIV.
De nombreuses célébrations par la lumière ont lieu depuis des siècles, telle la Fête des Lumières à Lyon en 1852. En 1918, pour fêter l'Armistice, la cathédrale Notre-Dame de Strasbourg est illuminée. Dans l'entre-deux-guerres, les grands monuments français sont éclairés mais de façon classique. À l'occasion de l'exposition spécialisée de 1937 qui célèbre notamment la « fée électricité », la compagnie des lampes Mazda organise le « Tour de France de la Lumière » qui illumine 426 sites sur 200 jours, tandis que les fêtes nocturnes sur la Seine associent la musique à des spectacles lumineux thématiques, à des feux d'artifice et des jeux d'eau.
En 1951, les châteaux de la Loire bénéficient d'illuminations spectaculaires. Le premier spectacle son et lumière proprement dit est créé le 30 mai 1952, à Chambord. Il aurait été conçu par un trio de jeunes artistes venus du Club d'essai animé par Jean Tardieu sur France Inter (alors dénommé Paris Inter) : l'auteur du concept serait Yves Jamiaque, associé à un réalisateur, Jean-Wilfrid Garrett (qui aurait mis au point la stéréophonie). Le conservateur et architecte Paul Robert-Houdin conçoit les effets de lumière, l'archiviste en chef de Loir-et-Cher Jean Martin-Demézil rédige le texte enregistré par des acteurs et diffusé par haut-parleurs. La musique du spectacle est composée par Maurice Jarre.
Pierre Arnaud en a développé plusieurs, à partir de 1953, notamment chaque soir d'été à Chenonceau et à Versailles. On parle alors de stéréophonie. Ce type de spectacle s'exporte rapidement aux pyramides du Caire, à l'acropole d'Athènes (1956) où la musique est souvent composée par Georges Delerue et les textes rédigés par des passeurs d'histoire comme André Castelot, André Maurois, Jean Cocteau, Marcel Achard. En 1958, le directeur du tourisme de la Sarthe, François Brou, réalise une première en France au château du Lude en installant des tableaux vivants avec des figurants qui jouent sur la bande son des scènes qui évoquent l'histoire du château.

## Cadre
De nombreux châteaux de la Loire et châteaux de France en général en présentent. Des édifices religieux, des grottes, des manifestations commémoratives, sont fréquemment le lieu de spectacles son et lumière. Au Puy du Fou se trouve un des plus grands spectacles de nuit au monde et probablement le plus important en France : « La Cinéscénie ».
Un autre son et lumière important se situe à Verdun. Il s'agit d'une évocation historique de la Première Guerre mondiale. Il est réalisé par une association locale.
Depuis 1982, le spectacle Hier un village à Flagnac en Aveyron retrace la vie d'un village au début du XXe siècle. Plus de 600 bénévoles ont créé et participent à cette grande fresque vivante qui attire chaque été plus de 20 000 spectateurs.
La commune de Montreuil, dans le département du Pas-de-Calais, propose, depuis 1996, un spectacle son et lumière intitulé « Les Misérables à Montreuil-sur-Mer » avec pour cadre la citadelle du XVIe siècle. Il fait découvrir l'ouvrage de Victor Hugo Les Misérables dont une partie se déroule dans cette commune.
Depuis 2022, le spectacle Beauchêne : Un mystérieux héritage retrace l'histoire de l'abbaye Notre-Dame de Beauchêne (Cerizay, Deux-Sèvres).
Il existe des son et lumière dans d'autres pays : près de la Grande Pyramide en Égypte par exemple.